# Krigsdöda i Finland 1914–1922
Krigsdöda i Finland 1914–1922 är en databas som innehåller information om över 40 000 finska krigsdöda under första världskriget (1914–1918), finska inbördeskriget (1918) och Frändefolkskrigen (1918–1922).
Databasen öppnades 2002 och publiceras av finska Riksarkivet. 